# Fronteira França–Mónaco
A fronteira entre França e Mónaco é a linha que limita os territórios de França e Mónaco.
A fronteira terrestre franco-monegasca estende-se por 5469m, a oeste, norte e leste do território do Estado do Mónaco, o que faz dela uma das fronteiras internacionais terrestres mais pequenas.
A fronteira marítima entre os dois estados é igualmente determinada por uma convenção assinada em 16 de fevereiro de 1984. Os espaços marítimos monegascos cobrem, além da zona costeira, uma estreita faixa de mar de alguns quilómetros de comprimento e que se estende até metade da distância do principado até à Córsega. Assim, o território terrestre e a área marítima sob soberania monegasca está totalmente enclavado dentro do território e área marítima francesa.